# The Taxonomicon
The Taxonomicon est une base de données taxonomiques en ligne.

## Présentation
Le Drs Sheila Brands démarre en 1989 Systema Naturae 2000, mais la base The Taxonomicon est mature en 2004,.

### Couverture taxonomique
Selon le site et la page de statistiques in System Naturae 2000, au 4 août 2022, le nombre d'entrées est de 7 millions, pour 6,6 millions de noms scientifiques ( ≠ noms vernaculaires ), et avec 0,7 million de synonymes environ.